# 格雷明湖

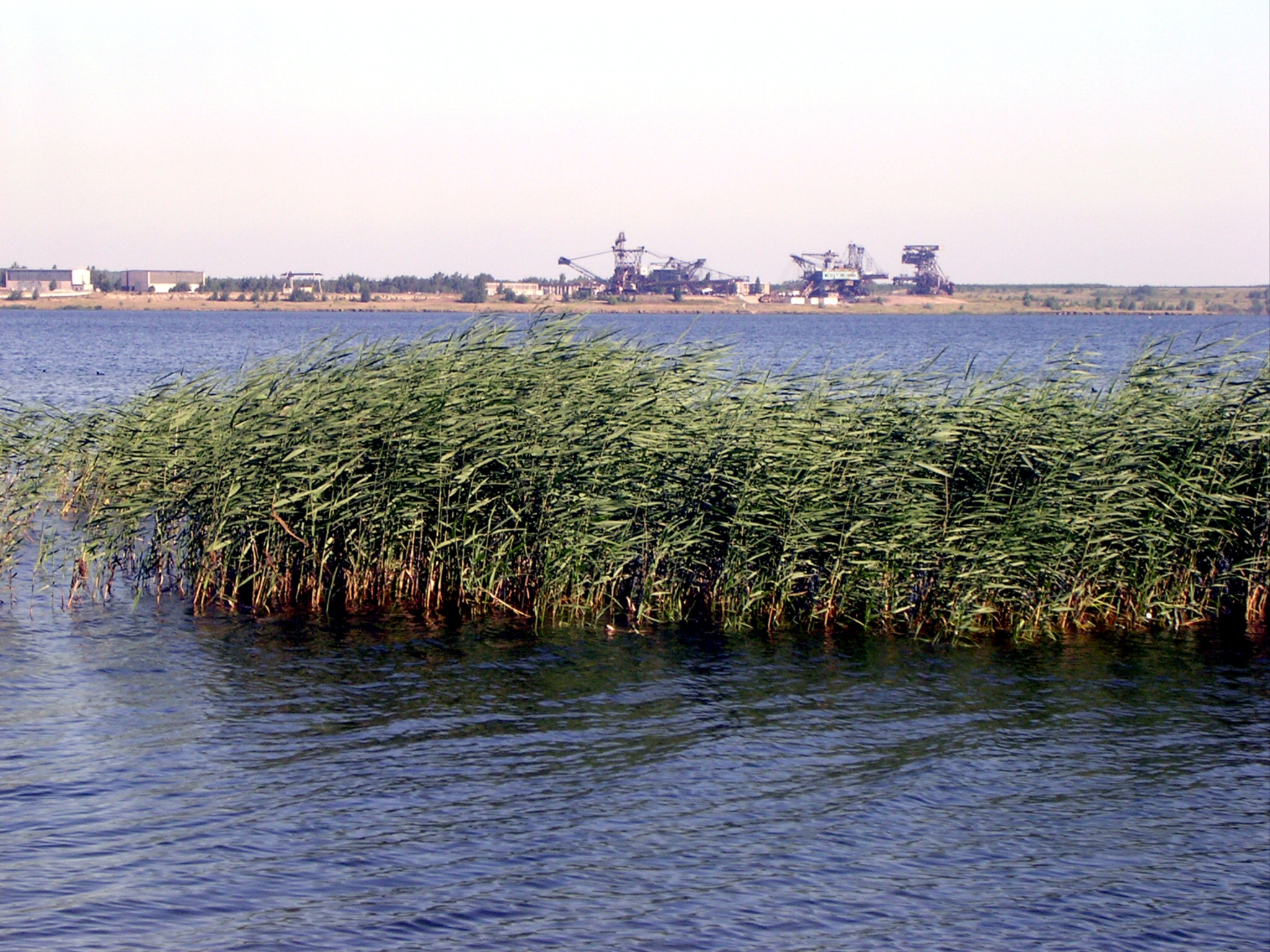

51°45′13″N 12°27′10″E / 51.75361°N 12.45278°E
格雷明湖（德語：Gremminer See），是德國的湖泊，位於該國東北部，由薩克森-安哈爾特州負責管轄，處於維滕貝格縣，面積5.4平方公里，海拔高度79米，平均水深13米，最大水深33米，湖岸線長度14公里，水體容量6,700萬立方米。